# とび出せ!歌謡ショー
『とび出せ!歌謡ショー』（とびだせ かようショー）は、1975年10月6日から1976年3月29日まで東京12チャンネル（現・テレビ東京）で放送されていた歌謡番組である。放送時間は毎週月曜 19:00 - 19:30 （日本標準時）。

## 概要
視聴者の思い出に残る曲を、いくつかのコーナーを設けて特集していた番組。リポーターがハンディカメラを手に東京中を駆け回り、視聴者の生の声と曲のリクエストを伝えていた。司会は山城新伍と花園ひろみが務めていた。